# Філенові олтарі
Філенові олтарі (дав.-гр. Φιλαίνων βωμά) — місцевість біля затоки Великий Сирт, яку вважали кордоном між Карфагенською державою і володіннями Кирени (і, відповідно, держав, до складу яких пізніше увійшла Киренаїка).
Названа на честь братів Філенів, які, за переказами, погодилися принести себе в жертву заради встановлення справедливої межі між сусідніми державами.